# قانون کپی‌رایت هزاره دیجیتال
قانون کپی رایت هزاره دیجیتال (Digital Millennium Copyright Act (DMCA قانون حق تکثیر ایالات متحده آمریکا است که در سال ۱۹۹۸ به تصویب رسید. این قانون به منظور پیاده‌سازی دو معاهده WCT و WPPT سازمان جهانی مالکیت فکری به تصویب رسید و بخشی از عنوان هفدهم قانون مدون ایالات متحده (United States Code) محسوب می‌شود. متعاقباً تلاش‌هایی برای اصلاح این قانون صورت گرفته‌است از جمله قانون حمایت از مصرف‌کنندگان رسانه‌های دیجیتال (Digital Media Consumers' Rights Act (DMCRA)) که بخشی از آن در قالب قانون استفاده منصفانه ((FAIR USE Act)) در سال ۲۰۰۷ به تصویب رسید.